# Gare de La Jonchère
Gare de La Jonchère – przystanek kolejowy w La Jonchère-Saint-Maurice, w departamencie Haute-Vienne, w Nowa Akwitania, we Francji.
Został otwarty w 1856 przez Compagnie du chemin de fer de Paris à Orléans (PO). Jest przystankiem kolejowym Société nationale des chemins de fer français (SNCF), obsługiwaną przez pociągi TER Centre i TER Limousin.

## Położenie
Znajduje się na wysokości 411 m n.p.m., na 375,577 km linii Orlean – Montauban, między stacjami Saint-Sulpice-Laurière i Ambazac. 

## Usługi
Jest obsługiwany przez pociągi TER Limousin kursujące na trasie Limoges - Vierzon i Limoges - Guéret - Montluçon.